# Leopold Gajduschek
Leopold Gajduschek (* 28. Dezember 1905 in Bielitz; † 16. November 1992 in Unterschleißheim) war ein polnischer nordischer Skisportler.

## Leben
Gajduschek, der für den WSC Bielsko-Biała startete, belegte bei den nordischen Skiweltmeisterschaften 1929 in Zakopane den 33. Platz im Wettbewerb der Nordischen Kombination, die einen 18-km-Skilanglauf beinhaltete, bevor von der Wielka Krokiew (K 60) gesprungen wurde. Bei den polnischen Skisprungmeisterschaften gewann er 1930 die Bronzemedaille hinter Franciszek Cukier und Aleksander Rozmus.